# جان فیلیپ کالا
جان فیلیپ کالا (انگلیسی: Jan-Philipp Kalla؛ زادهٔ ۶ اوت ۱۹۸۶) بازیکن فوتبال اهل آلمان است.
از باشگاه‌هایی که در آن بازی کرده‌است می‌توان به باشگاه فوتبال سن پائولی و باشگاه فوتبال هامبورگ اشاره کرد.